# Goldene Bronzen von Cartoceto di Pergola

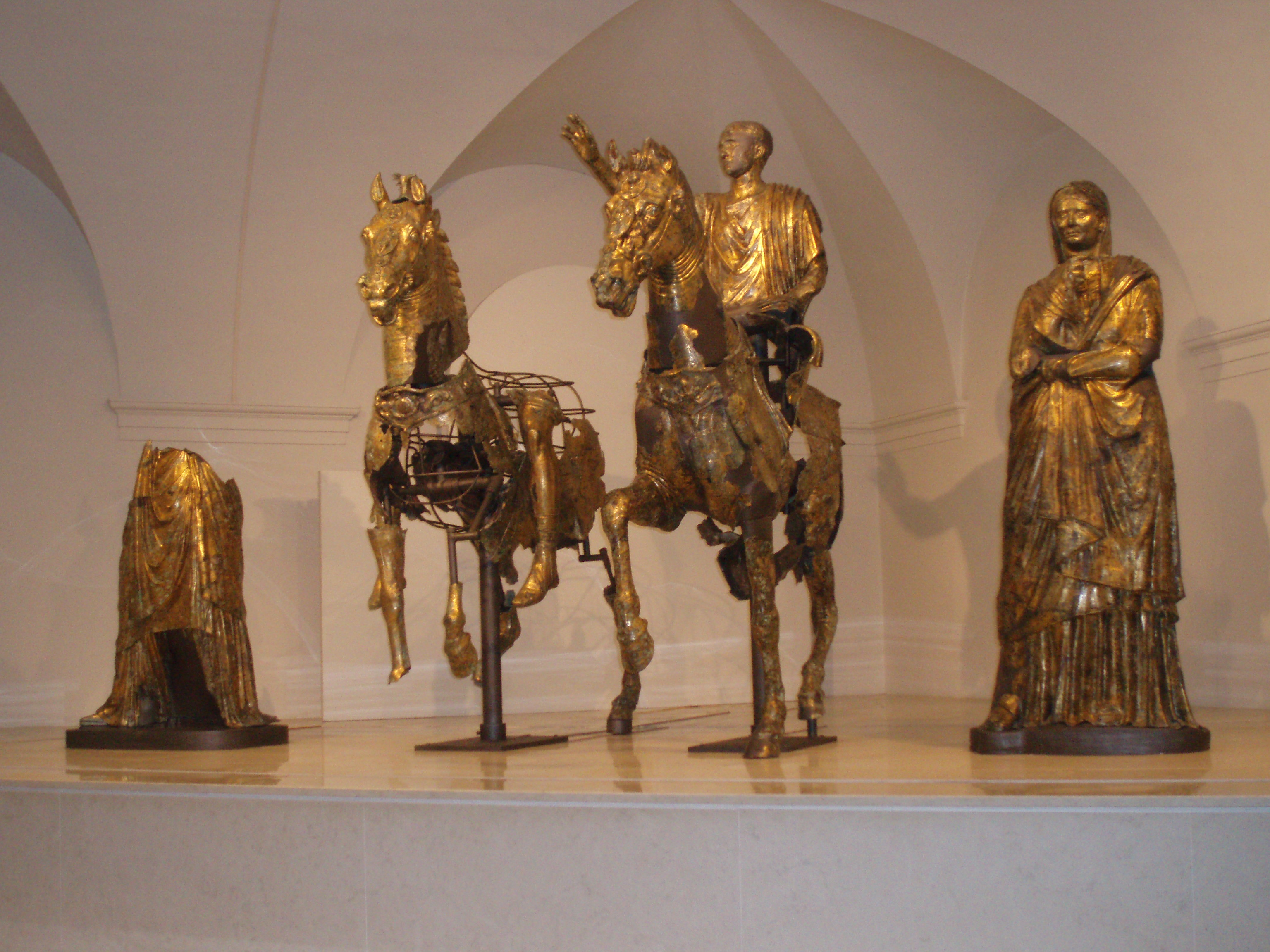
Die Goldenen Bronzen von Cartoceto di Pergola

Die Goldenen Bronzen von Cartoceto di Pergola sind die einzige römische vergoldete bronzene Reitergruppe, die bis heute überdauert hat. Ursprünglich bestand sie aus zwei Pferden mit zwei Rittern, von denen nur noch einer vorhanden ist, und zwei stehenden Frauen.

## Entdeckung und Restaurierung
Im Juni 1946 wurden hunderte kleiner vergoldeter Bronzestücke in Santa Lucia di Calamello nahe Pergola in der Provinz Pesaro und Urbino, Italien, gefunden. Einige dieser Fundstücke wogen mehrere hundert Kilogramm. Die Entdeckung wird dem Kanonikus Giovanni Vernarecci zugeschrieben, der zu dieser Zeit der archäologische Inspekteur des Bistums Fossombrone war. Die glücklichen Umstände der Entdeckung sind durch sein maschinegeschriebenes Zeugnis überliefert. Die Wiederherstellung der Fundstücke in ihren gegenwärtigen Zustand erfolgte durch Giovanni Vernarecci und Nereo Alfieri, dem damaligen Regionalinspekteur der Oberaufsicht für Antiquitäten in Marken. Die Restaurierung wurde von 1949 bis 1988 in mehreren Phasen durchgeführt. Insgesamt wurden 318 Stücke zu vier Figuren zusammengesetzt.

## Ursprünglicher Fundort
Die Fundstücke wurden nicht weit entfernt von der Kreuzung der Via Flaminia und der Via Salaria Gallica gefunden. Dieser Fundort, fernab jedes urbanen Zentrums, hat zu der Annahme geführt, dass die Statuen von ihrem eigentlichen Standort entfernt wurden und in der Spätantike, oder während der byzantinischen Herrschaft an diesen Ort überführt wurden – einige Hypothesen gehen davon aus, dass dies auf eine damnatio memoriae zurückzuführen ist.
Der ursprüngliche Standort der Statuen ist immer noch ungewiss. Die verbreitetste Hypothese geht davon aus, dass die Figurengruppe ursprünglich auf einem Sockel an einem öffentlichen Platz stand, wahrscheinlich auf dem Forum einer Stadt nahe dem jetzigen Fundort. Die wahrscheinlichsten Orte sind das Forum Sempronii in Fossombrone, der am nächsten gelegenen Stadt, das Forum in Sentinum, heute Sassoferrato, wo die Existenz einer Gießerei für große Statuen belegt werden konnte, oder das Forum in Suasa; dort wurden auch große Fragmente eines ähnlichen vergoldeten Bronzepferds gefunden (diese werden heute im Walters Art Museum in Baltimore aufbewahrt).

## Identifizierung
Die Figurengruppe besteht aus zwei Reitern zu Pferde und zwei stehenden Frauen. Wahrscheinlich waren die dargestellten Personen alle Mitglieder einer der römischen Senatsfamilien. Die Identifikation dieser Personen steht noch aus, obwohl verschiedene Hypothesen vorgeschlagen wurden. Ursprünglich wurde die Gruppe als kaiserliche Familie der Julisch-Claudischen Dynastie identifiziert, demzufolge würden die Statuen auf 20 bis 30 n. Chr. datiert: Die Reiter werden demnach als Nero Caesar und Drusus III, die Söhne von Germanicus, identifiziert, und die Frauen als Livia Drusilla (Germanicus Mutter) und Agrippina die Ältere (Germanicus Frau).
Heutzutage wird eine Hypothese bevorzugt, die ein Datum zwischen 50 v. Chr. and 30 v. Chr. annimmt und die Personen als Mitglieder einer angesehenen Legatenfamilie aus dem Umland des Fundortes, des Ager Gallicus, identifiziert. Es wurden einige in Frage kommende Familien vorgeschlagen, darunter sowohl die Familie des Domitius Ahenobarbus, als auch die des Marcus Satrius (Senator und Patron von Sentinum, heute Sassoferrato) und die des Lucius Minucius Basilus (Gründer von Cupra Maritima, dem heutigen Cupra Marittima).
Eine weitere Hypothese sieht den Ursprung der Gruppe im Heraion von Samos auf der Insel Samos und die Personen als Familie von Cicero, der als einer der Reiter identifiziert wird.
Die Reiter
Der am besten erhaltene Reiter ist ein reifer Mann (ca. 40 Jahre alt), dessen Kleidung (das Paludamentum und die Tunika) ihn als hochrangigen Offizier zu Friedenszeiten ausweisen. Diese Annahme wird auch durch seine Armhaltung unterstützt, der Arm ist zum Zeichen des Friedens erhoben. Von dem anderen Reiter sind nur Fragmente erhalten.
Die Frauen
Die erhaltene stehende Figur stellt eine alte Frau dar, deren hellenistische Haartracht (charakteristisch für die zweite Hälfte des 1. Jahrhunderts v. Chr.) eine Datierung der Gruppe ermöglicht. Die Frau ist mit einer Stola und einer Palla bekleidet. Von der anderen weiblichen Figur sind nur die unteren Körperteile erhalten.
Die Pferde
Die Pferde sind mit einem erhobenen Vorderhuf dargestellt. Die Pektorale sind dekoriert mit Tritonen und Nereiden, Seepferdchen und Delfinen. Auf den metallverzierten Harnischen sind zahlreiche Gottheiten abgebildet: Jupiter, Venus, Mars, Juno, Minerva, und Mercurius.

## Technik und Material
Die Statuen wurden im Wachsausschmelzverfahren auf Basis einer Kupferlegierung hergestellt, die Spuren von Blei enthält. Nach der Fertigung wurden die Statuen mit Blattgold überzogen.

## Kontroverse
Wegen seiner außergewöhnlichen archäologischen Bedeutung entspann sich eine lange Kontroverse über die Eigentumsfrage und den Aufenthaltsort zwischen der Oberaufsicht für archäologische Güter der Region Marken (Soprintendenza per i Beni Archeologici delle Marche) und der Stadt Pergola.

Der Streit, ob die Statuen im Nationalen Archäologischen Museum von Marken in Ancona oder im Städtischen Museum in Pergola ausgestellt werden sollen, wurde mit einem Kompromiss gelöst. Heute werden die Originalstatuen bzw. eine perfekte Kopie derselben abwechselnd in beiden Museen ausgestellt.
Eine weitere Kopie, die die Statuen in ihrem vermutlichen Originalzustand zeigt, steht auf dem Dach des Palazzo Ferretti (das Gebäude des Nationalen Archäologischen Museums von Marken) in Ancona als Symbol für die Archäologie in Marken.